# International Campaign to Ban Landmines

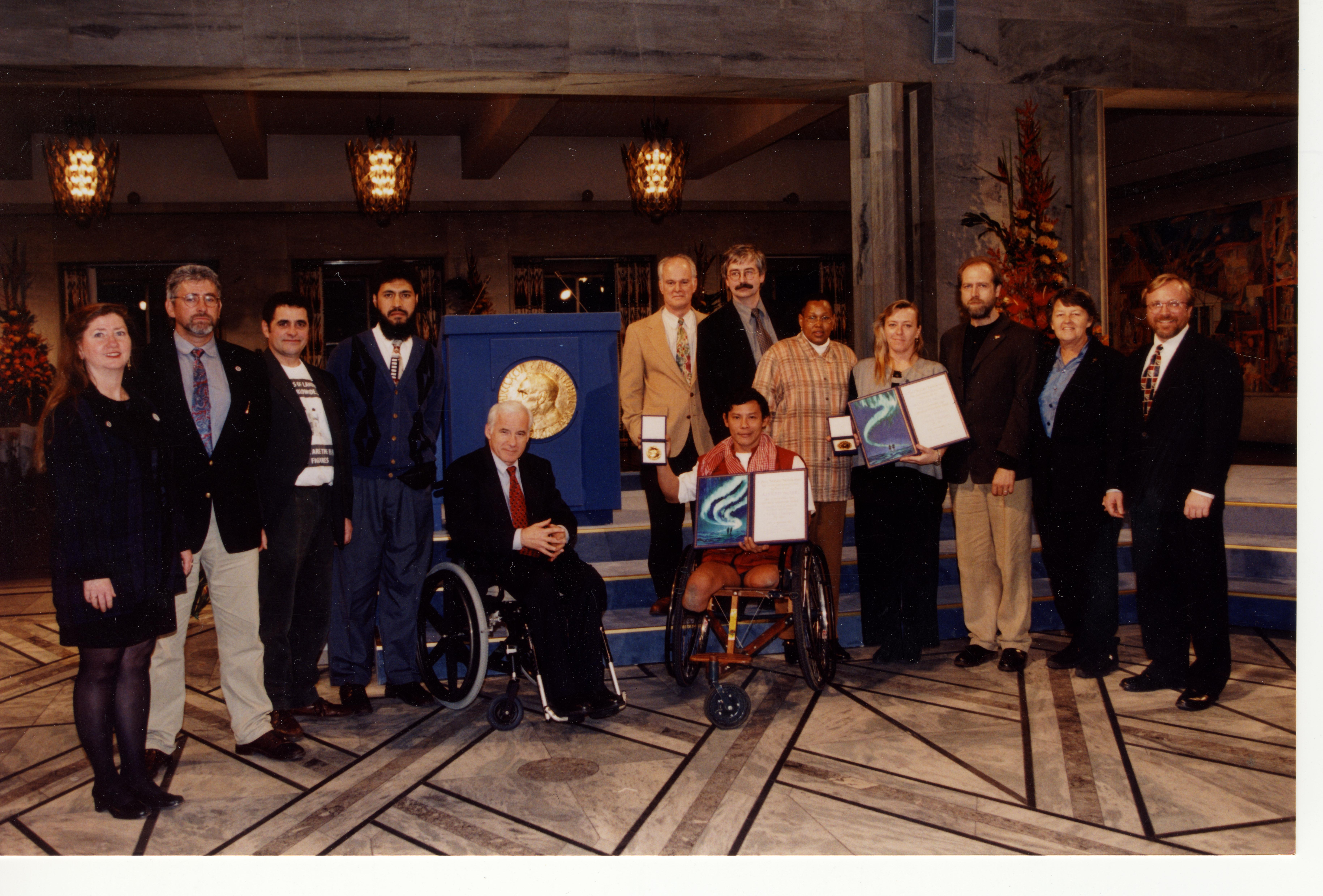
Bild från utdelningen 1997 av Nobelpriset till International Campaign to Ban Landmines och Jody Williams.

International Campaign to Ban Landmines är en samling av icke-statliga organisationer, vars målsättning är att avskaffa produktion och användning av landminor. Organisationen grundades 1992. Från det året pågick förberedelser för ett internationellt fördrag som skulle förbjuda landminor.
Texten i fördraget skrevs i september 1997 och undertecknades av flera stater i Ottawa i Kanada, i december detta år. Fördragets namn är Convention on the Prohibition of the Use, Stockpiling, Production and Transfer of Anti-Personnel Mines and on their Destruction. För dessa insatser fick organisationen, med sin koordinator Jody Williams, Nobels fredspris 1997. Prinsessan Diana var också engagerad i arbetet med fördraget.
År 1998 hade fördraget undertecknats och ratificerats av 40 länder, och det trädde i kraft den 1 mars 1999 för de undertecknande staterna. I oktober 2021 hade 164 stater undertecknat fördraget, varav den senaste var Filippinerna. Enligt årsrapporten för 2014 var det färre offer för landminor än någonsin tidigare.